# Gemini 6A
Gemini 6A – piąty załogowy lot programu Gemini, lot zespołowy ze statkiem Gemini 7. Podczas misji przeprowadzono pierwsze w historii spotkanie dwóch statków kosmicznych. Połączone misje nosiły roboczą nazwę Gemini 76.

## Załoga

### Podstawowa
Załoga podstawowa pełniła wcześniej funkcję dublerów podczas lotu Gemini 3.
- Walter Schirra (2) – dowódca
- Thomas Stafford (1) – pilot

### Rezerwowa
Po raz pierwszy w programie Gemini załoga dublerska składała się wyłącznie z doświadczonych astronautów.
- Virgil Grissom (3) – dowódca
- John Young (2) – pilot

### CapCom
- Alan Bean (przylądek Canaveral)
- Elliott See (Houston)
- Eugene Cernan (Houston)
- Charles Bassett (Houston)

## Parametry misji
- Masa: 3546 kg
- Perygeum: 161 km
- Apogeum: 259,4 km
- Inklinacja: 28,97°
- Okres orbitalny: 88,7 min
- Czas trwania lotu: 1 dzień 1 godz. 51 min. 24 s.
- Przebyta odległość: 694 415 km
- Maksymalna wysokość: 311,3 km

## Cele
Podstawowym celem lotu było dokowanie ze zmodyfikowaną wersją stopnia rakiety Ageny D, członem Agena Target Vehicle. Misja Gemini 6 miała pierwotnie odbyć się w listopadzie 1965 r. W trakcie jej trwania miało dojść do połączenia z Ageną. Po utracie Ageny w kilka minut po starcie (25 października), odliczanie wsteczne dla Gemini 6 na platformie 19 wciąż trwało. Pięćdziesiąt minut przed startem odliczanie zostało przerwane i przekazano astronautom złe wieści. Agena uległa zniszczeniu, a jej fragmenty wpadły do Atlantyku. Po tych wydarzeniach zmieniono cel misji na spotkanie z drugim statkiem Gemini. Zaplanowany na 25 października 1965 roku start przesunięto na 12 grudnia. Nazwę misji zmieniono na Gemini 6A. Do spotkania miało dojść podczas czwartego okrążenia. Do najważniejszych celów programu Gemini należało spotkanie i połączenie już w pierwszych godzinach lotu. Nabycie umiejętności dokowania było koniecznym warunkiem udanych późniejszych lotów na Księżyc.

Również tej misji, jak poprzednim, wyznaczono cele drugoplanowe. Obejmowały trzy eksperymenty naukowe oraz doskonalenie procedury sterowanego przejścia przez atmosferę.
| Dane                | Informacje           |
| ------------------- | -------------------- |
| Agena               | GATV-5002            |
| Masa                | 3261 kg              |
| Stanowisko startowe | LC-14                |
| Data startu         | 25 października 1965 |
| Czas startu         | 15:00:04 UTC         |
| Czas eksplozji      | 15:06:20 UTC         |

## Misja

### Start

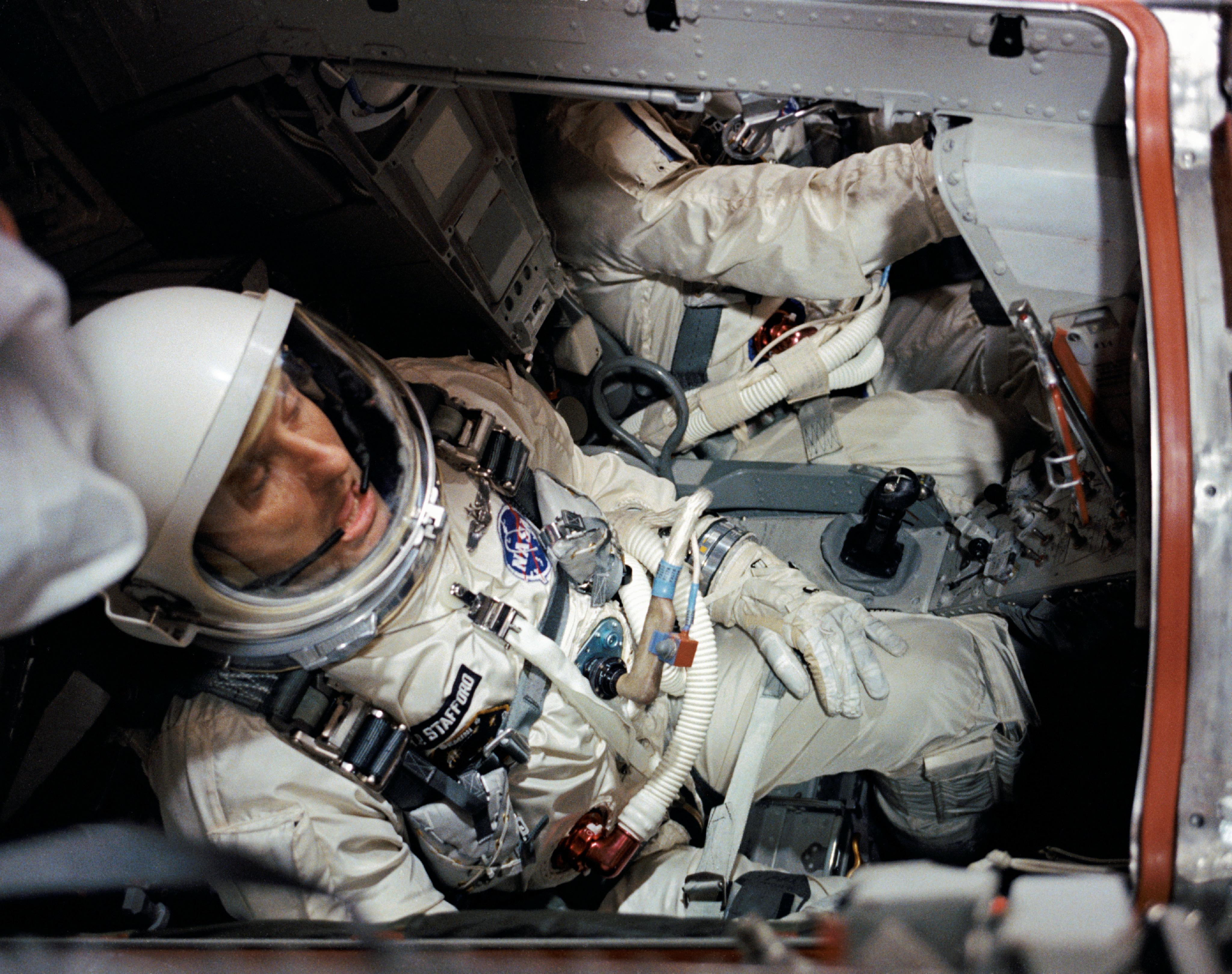
Schirra i Stafford w trakcie odliczania przedstartowego

Pierwsza próba startu Gemini 6A miała miejsce w niedzielę 12 grudnia 1965 r. o godz. 09:54 EST. Wszystko przebiegało poprawnie, aż do zapłonu silników. W chwili, kiedy miał nastąpić start wokół podstawy rakiety wzniosła się chmura pomarańczowego dymu, buchnęły kłęby pary, ryknęły silniki, a następnie wszystko ucichło. Schirra i Stafford zachowali spokój. Wstrzymali odpalenie foteli i spokojnie złożyli raport na temat wskazań kokpitu. W tym czasie nad przylądkiem pojawił się Gemini 7. Astronauci Borman i Lovell kończyli 118 okrążenie. Uruchomienie rakiet ratunkowych wyrzuciłoby astronautów z kabiny wraz z fotelami i spadochronami. Wylądowaliby w odległości kilkuset metrów od stanowiska startowego, ale kabina Gemini 6 wymagałaby dłuższej naprawy i ze spotkania z Gemini 7 trzeba byłoby na dłuższy czas zrezygnować. Kilka minut później astronauci zostali ewakuowani z wyrzutni.
Jedną z różnic dzielących Gemini od statków Merkury było zastąpienie wieży ratowniczej katapultowanymi fotelami wzorowanymi na modelach stosowanymi w samolotach odrzutowych. Załoga miała do dyspozycji mierniki wskazujące poziom ciśnienia w zbiornikach i lampki sygnalizujące siłę ciągu silnika. Na platformie startowej astronauci mogli katapultować się jedynie w kierunku poziomym. Każdy z członków załogi mógł katapultować się pociągając za uchwyt umieszczony między nogami.Czas reakcji podczas startu na polecenie „Przerwać” nie mógł przekroczyć trzech sekund, w przeciwnym razie astronautów czekała śmierć w płomieniach.
Po przeanalizowaniu wypadku okazało się, że siła wzrosła nominalnie, ale wypadła wtyczka z podstawy rakiety. Zgodnie z procedurą startową w chwili T=0 zostają uruchomione silniki. Po dwóch sekundach, gdy siła ciągu przekracza siedemdziesiąt siedem procent, następuje zdetonowanie bolców mocujących rakietę. W chwili kiedy rakieta wzniesie się na wysokość czterech centymetrów, następuje zwolnienie pępowin i uruchomienie zegarów w kabinie i w centrum lotów. Nawet jednak gdyby nie wypadła wtyczka przewodu kontrolnego, silnik również nie pracowałby przez trzy sekundy. Następnego dnia technicy stwierdzili, że w przewodzie doprowadzającym utleniacz do jednego z silników pierwszego stopnia tkwi przezroczysty ochraniacz, który służył do zamykania przewodu w chwili montażu rakiety, celem ochrony przed pyłem. Tak więc nie wiadomo czy niesprawność wtyczki nie uchroniła misji przed zupełnym niepowodzeniem. Problem został rozwiązany, a nową datę startu wyznaczono na 15 grudnia 1965 roku.
15 grudnia o godz. 13:37:26 UTC statek Gemini 6A wystartował.

### Lot
W chwili gdy statek zaczynał pierwsze okrążenie Gemini 7 znajdował się 1920 km przed nim i na znacznie wyższej orbicie. Gemini 6 wykonywał wszystkie manewry, które doprowadziły do spotkania. Miał na ten cel przygotowane 272 kg paliwa. Gemini 7 po jedenastu dniach lotu miał w swoich zbiornikach około 6 kg i załoga nie wykonywała żadnych manewrów. W 94. minucie lotu astronauci pierwszy raz włączyli silniki. Kolejny raz użyli silniki po upływie dwóch godzin i osiemnastu minut, i w ten sposób osiągnęli orbitę Gemini 7. W tym momencie statki znajdowały się w odległości 483 kilometrów. Na radarze statku Gemini 6 po trzech godzinach i piętnastu minutach pojawił się Gemini 7; był wtedy w odległości 434 kilometrów. Trzecie odpalenie spowodowało zbliżenie do statku Franka Bormana i Jamesa Lovella, nieco poniżej ich orbity. Dalsze podejście przejął komputer pokładowy. Po pięciu godzinach i czterech minutach Schirra i Stafford widzieli Gemini 7 jako „jasną gwiazdę”. Kolejne manewry pozwoliły na zbliżenie kapsuł na odległość czterdziestu metrów. W ciągu następnych pięciu godzin pojazdy zbliżały się do siebie i oddalały. Udowodniono w ten sposób, że operacja spotkania, a praktycznie i dokowania na orbicie jest wykonalna. Najmniejsza odległość między nimi wyniosła zaledwie 30 centymetrów, największa – 90. metrów. Manewry były w pełni udane. Spotkanie miało miejsce w chwili gdy Gemini 7 wykonywał 163 okrążenie, a Gemini 6 kończył piątą godzinę misji. Pomimo ogromnej prędkości orbitalnej wynoszącej około 27 000 km/godz., względna różnica prędkości wyniosła zaledwie 3 km/godz. Po ich zakończeniu Gemini 6 oddalił się na szesnaście kilometrów. Czas jaki pozostał do końca misji załoga przeznaczyła na odpoczynek i przygotowanie się do powrotu na Ziemię.
Osiągnięte zostały wszystkie podstawowe cele i wszystkie, z wyjątkiem jednego, cele drugoplanowe.

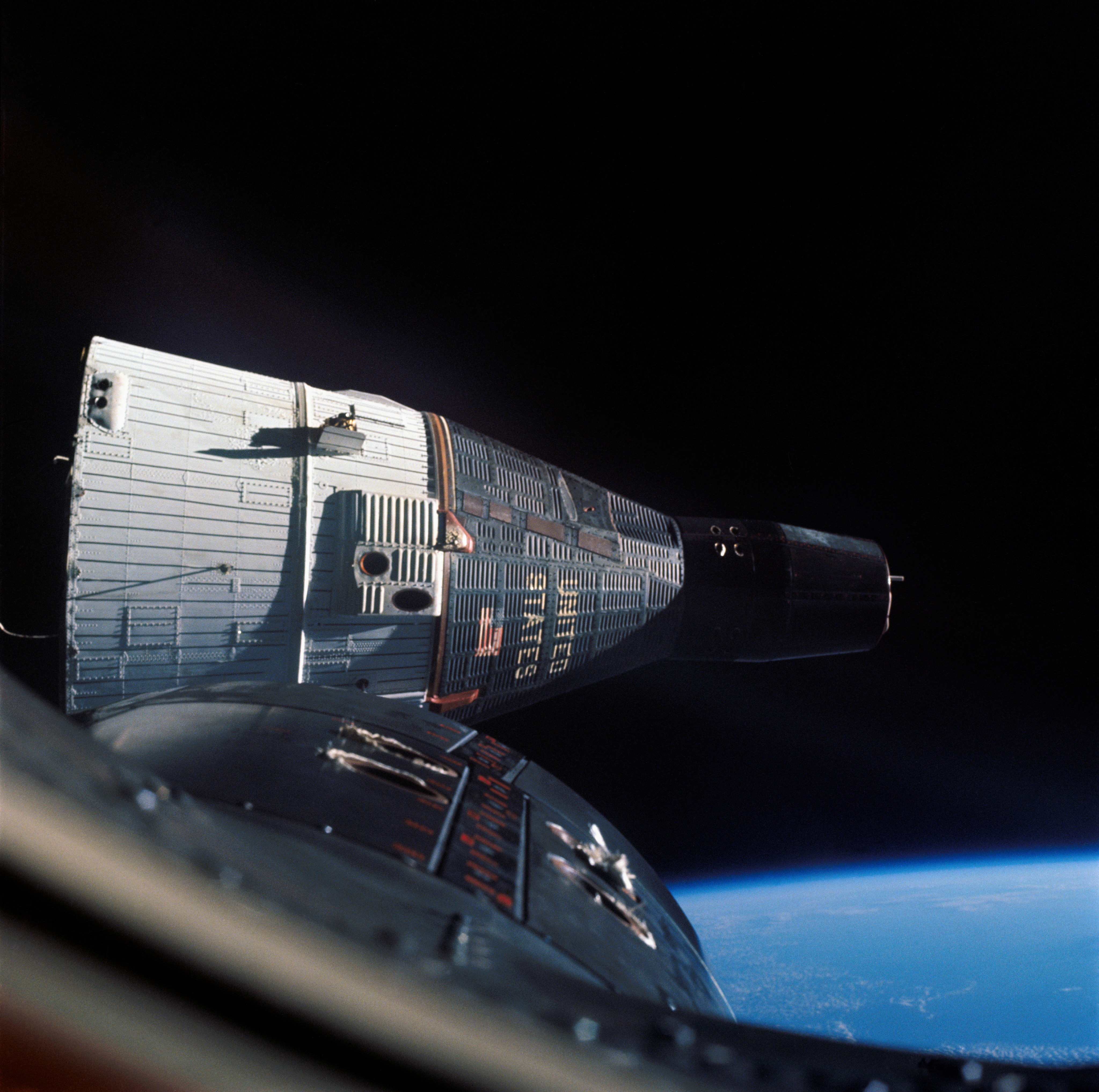
Statki Gemini 7 i Gemini 6A na orbicie

### Powrót na Ziemię
16 grudnia rano załoga rozpoczęła procedury powrotu na Ziemię. Wodowanie nastąpiło 16 grudnia 1965 o godzinie 15:28:50 na zachodnim Atlantyku, w odległości 12,9 km od zaplanowanego miejsca. Załogę i kapsułę ewakuował okręt odbiorczy – lotniskowiec USS Wasp. Po raz pierwszy lądowanie było transmitowane na żywo przez telewizję.

## Lokalizacja statku
Statek znajduje się obecnie na wystawie w muzeum Oklahoma History Center. Wcześniej był wystawiany w Saint Louis Science Center.